# Bell Bottom Blues
Bell Bottom Blues ist ein Lied der multinationalen Rockband Derek and the Dominos aus dem Jahr 1970. Das Stück beschäftigt sich mit unerwiderter Liebe und erschien auf dem Album Layla and Other Assorted Love Songs.

## Hintergrund
Bell-Bottoms sind Schlaghosen, die in den 70er Jahren populär waren. Clapton zufolge schrieb er den Song für Pattie Boyd, nachdem sie ihn darum bat, ein Paar Bell-Bottoms aus den USA mitzubringen. Clapton schrieb zudem noch weitere Lieder für sie wie I Looked Away und Layla. Das Stück wurde aufgenommen, bevor Duane Allman an den Aufnahmesessions beteiligt war, somit ist Clapton der einzige Gitarrist in dem Song. Clapton nahm mehrere Gitarrenpassagen auf, in denen er ein sanftes und harmonisches Gitarrenspiel verwendete. Weitere Musiker, die an der Aufnahme des Liedes beteiligt waren, sind Carl Radle (Bass), Bobby Whitlock (Hammond-Orgel) und Jim Gordon (Schlagzeug).

## Rezeption
Allmusic-Kritiker Bill Janovitz beschrieb Claptons Gesangsdarbietung als „nicht nur einer seiner persönlich besten, sondern auch eine der besten in Rock ’n’ Roll“. Kritiker Janovitz verweist ebenfalls auf die leidenschaftliche Darbietung des Liedes auf dem 1991 veröffentlichten Doppelalbum 24 Nights. Ed Leimacher von Rolling Stone sah das Stück hingegen als wenig relevant und von minderer Qualität („filler“, dt. Lückenfüller) an.

## Chartplatzierungen
| ChartsChartplatzierungen       | Höchstplatzierung | Wochen |
| ------------------------------ | ----------------- | ------ |
| Vereinigte Staaten (Billboard) | 91 (2 Wo.)        | 2      |

## Adaptierung und Coverversionen
Clapton selbst coverte den Song mit Begleitung eines Orchesters für das Album 24 Nights aus dem Jahr 1991. Matthew Sweet und Susanna Hoffs coverten Bell Bottom Blues 2009 auf ihrem Album Under the Covers, Vol. 2. Bruce Springsteen verwendete die Zeile „I don't wanna fade away“ für seinen Song Fade Away aus dem Jahr 1980. Lady Gaga verweist auf den Titel in ihrem Song Dope, indem sie singt: „I'm sorry and I love you, sing with me Bell Bottom Blue“.